# Magny-lès-Villers
Magny-lès-Villers és un municipi francès, situat al departament de la Costa d'Or i a la regió de Borgonya - Franc Comtat. L'any 2007 tenia 260 habitants.

## Demografia

### Població
El 2007 la població de fet de Magny-lès-Villers era de 260 persones. Hi havia 92 famílies, de les quals 16 eren unipersonals (16 homes vivint sols), 40 parelles sense fills i 36 parelles amb fills.
La població ha evolucionat segons el següent gràfic:
Habitants censats

### Habitatges
El 2007 hi havia 121 habitatges, 99 eren l'habitatge principal de la família, 13 eren segones residències i 9 estaven desocupats. 120 eren cases i 1 era un apartament. Dels 99 habitatges principals, 85 estaven ocupats pels seus propietaris, 11 estaven llogats i ocupats pels llogaters i 3 estaven cedits a títol gratuït; 4 tenien dues cambres, 11 en tenien tres, 20 en tenien quatre i 64 en tenien cinc o més. 85 habitatges disposaven pel capbaix d'una plaça de pàrquing. A 27 habitatges hi havia un automòbil i a 63 n'hi havia dos o més.

### Piràmide de població
La piràmide de població per edats i sexe el 2009 era:
| Homes | Edats   | Dones |
| ----- | ------- | ----- |
| 0     | 95 o +  | 0     |
| 0     | 90 a 94 | 0     |
| 0     | 85 a 89 | 4     |
| 0     | 80 a 84 | 0     |
| 4     | 75 a 79 | 12    |
| 8     | 70 a 74 | 0     |
| 0     | 65 a 69 | 8     |
| 8     | 60 a 64 | 8     |
| 0     | 55 a 59 | 0     |
| 8     | 50 a 54 | 4     |
| 8     | 45 a 49 | 12    |
| 12    | 40 a 44 | 4     |
| 20    | 35 a 39 | 8     |
| 4     | 30 a 34 | 24    |
| 4     | 25 a 29 | 4     |
| 0     | 20 a 24 | 8     |
| 20    | 15 a 19 | 8     |
| 4     | 10 a 14 | 4     |
| 4     | 5 a 9   | 12    |
| 16    | 0 a 4   | 0     |

## Economia
El 2007 la població en edat de treballar era de 171 persones, 133 eren actives i 38 eren inactives. De les 133 persones actives 127 estaven ocupades (66 homes i 61 dones) i 6 estaven aturades (2 homes i 4 dones). De les 38 persones inactives 14 estaven jubilades, 16 estaven estudiant i 8 estaven classificades com a «altres inactius».

### Ingressos
El 2009 a Magny-lès-Villers hi havia 100 unitats fiscals que integraven 271,5 persones, la mediana anual d'ingressos fiscals per persona era de 21.670 €.

### Activitats econòmiques
Dels 8 establiments que hi havia el 2007, 2 eren d'empreses extractives, 1 d'una empresa de construcció, 3 d'empreses de comerç i reparació d'automòbils, 1 d'una empresa de transport i 1 d'una empresa classificada com a «altres activitats de serveis».
L'únic servei als particulars que hi havia el 2009 era un electricista.
L'any 2000 a Magny-lès-Villers hi havia 8 explotacions agrícoles.

## Equipaments sanitaris i escolars
El 2009 hi havia una escola maternal integrada dins d'un grup escolar amb les comunes properes formant una escola dispersa.

## Poblacions més properes
El següent diagrama mostra les poblacions més properes.